# 卑南大圳
卑南大圳，是臺東縣最大的水利工程，位於臺東縣卑南鄉與臺東市，最早興建於1898年（明治31年），從岩灣引台東第一大溪卑南溪溪水灌溉整個台東平原的農田，全長9公里餘，圳道呈「排梳型」的分布結構，是一條兼具水利與防洪功能的灌溉溝渠。

## 沿革
台灣清領時期初期，臺灣東部嚴禁漢人進入，直到同治13年（1874年）沈葆禎奏請開山撫番，光緒元年（1875年）廢止禁令，才鼓勵漢人入山開墾，也才開始有小型灌溉事業。
卑南大圳最早建於明治31年（1898年），因當時於臺東市與卑南鄉的農民為增加生產、改善生活，請設卑南圳，由政府補助工程費1,300圓，民眾出勞力，拓建卑南圳，因經費不足，圳路只能灌溉約668甲土地。1933年，日本政府為謀臺東農業發展，由台灣總督府撥款88萬餘圓補助地方政府負責修建卑南圳，於1933年10月5日開工，原擬2年完工，但因1934、1935年2次颱洪災害，延至1936年3月才完成，經費增為97萬餘圓，灌溉面積達2,440甲。1936年（昭和11年）日本人為求軍糧補給而再次整修，於1941年（昭和16年）竣工。卑南大圳工程完工後並且使當地單期作成為兩期作。水圳規模擴大後，吸引大批漢人移入，建立聚落。

## 分布
卑南大圳經過今日的台東新站、永樂里（豐年機場附近），到利嘉溪北岸豐源堤防，全長9公里餘，共有13條平行的支線。

## 附近景點
- 利吉惡地
- 小黃山